# Yauyos-Quechua
Yauyos-Quechua oder Yawyu-Ketschua (Quechua: Yawyu Runashimi) ist eine Gruppe von Varietäten der Quechua-Sprachfamilie, die in Sprachinseln in der Provinz Yauyos des peruanischen Departamentos Lima  sowie einigen angrenzenden Gemeinden der Provinz Chincha des Departamentos Ica und der Provinz Castrovirreyna des Departamentos Huancavelica gesprochen werden.

## Geschichte
Neben der benachbarten Provinz Huarochirí war Yauyos Aufzeichnungsort und Gegenstand des um 1600 vom spanischen Geistlichen Francisco de Ávila auf Quechua aufgezeichneten Huarochirí-Manuskripts. Die hier verwendete Quechua-Variante entspricht zwar nicht dem Yauyos-Quechua, sondern mehr einer damals als „Allgemeine Sprache Perus“ dienenden Variante, doch sind durch das Manuskript in einmaliger Weise Traditionen der Region überliefert worden.
Das Yauyos-Quechua war bis in die 1960er Jahre praktisch undokumentiert. Die Orte, an denen es sich noch hielt, waren von außen nur über lange Märsche auf schlechten Straßen bzw. Pfaden erreichbar. Alfredo Torero macht in seinen grundlegenden Arbeiten über die „Dialekte des Quechua“ (1964 und 1974) Angaben über das Yauyos-Quechua und ordnet es in den Gesamtzusammenhang des Quechua ein. Eine ausführlichere Dokumentation der zahlreichen Quechua-Mundarten von Yauyos einschließlich der Aufzeichnung mündlicher Tradition wurde aber erst in den 1980er Jahren vom australisch-französischen Linguisten Gerald Taylor vorgenommen. Zu diesem Zeitpunkt wurde die Sprache weithin bereits nur noch von Erwachsenen oder sogar nur noch von Älteren gesprochen. Im Rahmen eines Projekts „Bedrohte Sprachen“ (Endangered Languages) erfolgten in den 2010er Jahren weitere Feldforschungen durch Aviva Shimelman. In der Folge wurden Dialoge in dieser Sprache auch der Öffentlichkeit über das Internet zugänglich.

## Heutige soziolinguistische Situation
Das Quechua in Yauyos ist in seinem Bestand hochgradig bedroht und wird wahrscheinlich von keinen Kindern mehr gesprochen. Bei der Volkszählung 1993 gaben nur im  Distrikt Viñac (Wiñaq) noch fast die Hälfte der Befragten Quechua als Muttersprache an (702 von 1444 oder 48,6 %), gefolgt von Lincha (22,9 %), Huangáscar (20 %), Madeán (19,7 %) und Azángaro (18,2 %). In Laraos waren es nur 13 Personen (1,3 %), in ganz Yauyos 1689 (7,0 %). Bei der Volkszählung 2007 gaben von 25.036 befragten Personen über 5 Jahren in Yauyos nur noch 800 Personen (3,2 %), weniger als die Hälfte von 1993, Quechua als Muttersprache an. Die Sprecherzahl für Yauyos-Quechua wird vom Ethnologue von SIL International für das Jahr 2003 mit 6500 angegeben. Die 14. Ausgabe des Ethnologue gab für 1974 noch eine Sprecherzahl von knapp 19.000 an, davon 3800 in Gebieten mit Sprechern aller Altersstufen und 9200 in Gebieten mit Sprechern ab dem Jugendalter. Aviva Shimelman, die in der Region Forschungen betrieb, schätzt 2015 ihre Anzahl auf nur noch 450 Sprecher, mehrheitlich im Alter von über 65 Jahren, und nur noch sehr wenige, sehr alte Einsprachige. Die jüngsten Sprecher sind hiernach Ende dreißig, während nur einige Kinder, die mit ihren Großeltern und Urgroßeltern leben, noch passive Kenntnisse des Yauyos-Quechua haben. Der bewaffnete Konflikt in Peru in den 1980er Jahren, bei dem Sendero Luminoso auch in der Provinz Yauyos sehr aktiv war, führte zu einer Massenflucht insbesondere der jüngeren Generation nach Lima, von wo kaum jemand zurückgekehrt ist oder das Yauyos-Quechua an seine Kinder weitergegeben hat.
Gerald Taylor veröffentlichte 1987 unter dem Titel Atuq („Fuchs“) in der Zeitschrift Allpanchis phuturinqa die von ihm gesammelten Quechua-Erzählungen aus Laraos, Lincha, Huangáscar und Madeán auf Yauyos-Quechua mit hinzugefügter spanischer Übersetzung. 2012 folgte eine Veröffentlichung von Aviva Shimelman von Erzählungen aus Wiñaq und San Pedro de Huacarpana mit Übersetzungen ins Spanische und Englische. Niemand in Yauyos hat jedoch Zugang zu dieser Literatur in seiner Sprache bzw. kann diese mangels Quechua-Schulbildung nicht lesen. Weitere Literatur auf Yauyos-Quechua gibt es bisher nicht – abgesehen von einem kurzen, für Evangelisationszwecke dienenden Text des evangelikalen Global Recordings Network in der Mundart von Madeán.
Während nach 2011 für das ebenfalls bedrohte Jaqaru in der Provinz Yauyos 9 Schulen mit interkultureller zweisprachiger Erziehung (IZE) eingerichtet wurden, fanden Schulen mit möglichem Unterricht in Yauyos-Quechua im Nationalen Dokument für indigene Sprachen von 2013 keine Erwähnung. 2021 gab es Ausschreibungen für Lehrerstellen an Sekundarschulen in „IZE zur Wiederbelebung“ (EIB de Revitalización) in „Quechua Wanka“ in den Distrikten Viñac, Madeán, Azángaro, Lincha und Cacra (sowie für Jaqaru/Kawki in Tupe und Catahuasi). In einem Dokument des Bildungsministeriums zur Rechtschreibung des Quechua wird allerdings Viñac (neben Catahuasi) in der Provinz Yauyos als Ort genannt, an dem Südliches Quechua (urin qichwa / quechua sureño) gesprochen wird.

## Merkmale und Klassifikation
Die Quechua-Mundarten von Yauyos haben den alten Quechua-Lautbestand weitgehend bewahrt, einschließlich des retroflexen ch [ĉ]. In der Grammatik vereinen sie Merkmale des Quechua I (Waywash) und Quechua II (Wampuy), wobei diese je nach lokaler Mundart variieren. Ihre Zuordnung zu einer dieser „Hauptgruppen“ – soweit diese überhaupt noch anerkannt werden – ist umstritten. Insbesondere  wird auf Grund der recht großen Unterschiede ihr Status als gemeinsame Varietät in Frage gestellt. Alfredo Torero ordnet sie 1964 dem Quechua II a (Yunkay) innerhalb des Wampuy zu. 1974 erkennt er ihr den Status eines „Supralekts“ zu – gewissermaßen einer Quechua-„Sprache“, die nach dem Kriterium der gegenseitigen Verständlichkeit abgegrenzt wird. Er nennt folgende Varietäten (auch von SIL aufgezählt): Huacarpana, Apurí, Madean-Viñac, Azángaro-Huangáscar-Chocos, Cacra-Hongos, Tana-Lincha, Tomás-Alis, Huancaya-Vitis und Laraos. Im Widerspruch hierzu stellt Rodolfo Cerrón Palomino in seiner Lingüística Quechua das Quechua von Huangáscar und Topará an die Seite das Wanka (Waywash-Zweig Wankay), ebenso die Mundarten von Tomás-Alis und Huancaya-Vitis, welche er mit dem Quechua von Cajatambo (Nord-Lima), West-Pasco und Nord-Junín in der Untergruppe Yaru zusammenfasst.
Aviva Shimelman stellt in ihrer Grammatik 2015 die Unterschiede der Mundarten, die diese den beiden unterschiedlichen „Hauptzweigen“ zuordnen würden (-ni/-y vs. -aa/-ii/-uu für „ich ...“, „mein“ (1. Person), -wa vs. -ma für „mich“ (1. Person, Objekt im Verb)) in den Hintergrund, stellt die Gemeinsamkeiten heraus und vertritt die Klassifikation als „gemeinsame Sprache“ (Süd-Yauyos) innerhalb des Yunkay.

### Online-Wörterbücher
- Yauyos–English (Aviva Shimelman)
- Yauyos–Castellano (Aviva Shimelman)